# Earlville (Queensland)
Pour les articles homonymes, voir Earlville.
 (novembre 2020).
Earlville est une banlieue de Cairns dans la région de Cairns Queensland (Australie). Sa population s'élève à 4 030 habitants en 2016.